# Xã Richland, Quận Cowley, Kansas
Xã Richland (tiếng Anh: Richland Township) là một xã thuộc quận Cowley, tiểu bang Kansas, Hoa Kỳ. Năm 2010, dân số của xã này là 196 người.